# Петер Михалик
Петер Михалик (словац. Peter Michalík; нар. 15 вересня 1990, Бойніце) – словацький шахіст, представник Чехії від 2016 року, гросмейстер від 2011 року.

## Шахова кар'єра
Багаторазовий призер чемпіонату Словаччини серед юніорів у різних вікових категоріях, зокрема п'ять разів золотий (1999 і 2000 – до 10 років, 2001 і 2002 – до 12 років, 2005 – до 16 років). Двічі (Орпеза 2000, Бельфор 2005) виступав за національну збірну на чемпіонаті світу серед юніорів. 2005 року поділив 2-ге місце на турнірі за круговою системою в Остраві. У 2005-2009 роках у чотири рази в складі національної збірної взяв участь у турнірі за Кубок Мітропи, 2005 року здобувши бронзову медаль. 2009 року переміг (разом з Драганом Косичем) на турнірі за швейцарською системою в Старій Пазовій та посів 3-тє місце (позаду Мар'яна Юрчика і Павела Шимачека) в Пр'євідзі. 2010 року переміг (разом з Томашем Ликавським) у Бржезовій, посів 3-тє місце (позаду Олега Романишина і Зузани Борошової) в Пряшеві, а в матчах чеської екстраліги (сезон 2010/11) виконав першу гросмейстерську норму. Ще дві норми виконав, коли грав у Екс-ле-Бені на чемпіонаті Європи. 2011 року переміг на міжнародному турнірі в місті Заєзова.
Найвищий рейтинг Ело в кар'єрі мав станом на 1 січня 2012 року, досягнувши 2533 очок займав тоді 3-тє місце (позаду Яна Маркоша і Любомира Фтачника) серед словацьких шахістів.

## Зміни рейтингу
| На цьому місці має відображатися графік чи діаграма, однак з технічних причин його відображення наразі вимкнено. Будь ласка, не видаляйте код, який викликає це повідомлення. Розробники вже працюють для того, щоби відновити штатне функціонування цього графіка або діаграми. | |
| | На цьому місці має відображатися графік чи діаграма, однак з технічних причин його відображення наразі вимкнено. Будь ласка, не видаляйте код, який викликає це повідомлення. Розробники вже працюють для того, щоби відновити штатне функціонування цього графіка або діаграми. |